# Gustav Beckmann (Musikwissenschaftler)
Gustav Paul Max Beckmann (* 28. Februar 1883 in Berlin; † 14. November 1948 ebenda) war ein deutscher Musikwissenschaftler, Dirigent und Komponist.

## Leben
Beckmann studierte Philologie, Germanistik und Musikwissenschaften und wurde 1916 promoviert. Ab 1906 arbeitete er in der Preußischen Staatsbibliothek in Berlin, 1911 ging er an die Universitäts-Bibliothek Berlin. Er verfasste zahlreiche musikwissenschaftliche Schriften und gab Werke von Komponisten aus dem 17. Jahrhundert heraus. Daneben komponierte er auch: So wurde seine Orchestersuite Wanderlieder im Hörfunk aufgeführt. Zwischen 1919 und 1923 leitete er insgesamt 25 öffentliche Aufführungen der Berliner Kammermusik-Vereinigung als Dirigent. Ab 1923 dirigierte er ein großes Laienorchester. Beckmann gab auch für den Deutschen Arbeiter-Sängerbund mehrere Editionen heraus und war für die Deutsche Musikgesellschaft tätig.

## Veröffentlichungen
- Die Entwicklung des deutschen Violinspiels im 17. Jahrhundert (Teil 2 des Textes). Schneider, Eisleben 1916 (Dissertation, Berlin 1916).
- Das Violinspiel in Deutschland vor 1700. Simrock, Leipzig 1918.
- Johann Pachelbel als Kammerkomponist. In: Archiv für Musikwissenschaft, Bd. 1 (1918), Heft 2, S. 267–274.
- (Hrsg.): 12 Sonaten für Violine und Klavier und eine Suite für Violine allein aus dem 17. Jahrhundert. 6 Bde., Simrock, Berlin 1921.